# Renta różniczkowa I
Renta różniczkowa I – forma renty gruntowej powstająca w wyniku nadwyżki zysków u właścicieli gruntów, których żyzność gleby jest wyższa, bądź odległość od rynków zbytu mniejsza, w stosunku do innych gruntów.